# Dindga McCannon
Dindga McCannon (31 juli 1947) is een Afro-Amerikaanse textielkunstenaar, quiltmaker, muurschilder, docent, auteur en illustrator.
In de jaren 60 was McCannon lid van Weusi Artist Collective. Hier raakte McCannon geïnteresseerd in de Black Arts Movement. Het Weusi-collectief maakte kunst geïnspireerd door Afrikaanse thema's en symbolen. In 1971 organiseerde McCannon, samen met Kay Brown en Faith Ringgold, in haar appartement in Brooklyn de eerste bijeenkomst van de Where We At-groep van zwarte vrouwelijke kunstenaars, wat uitgroeide tot een van de eerste groepsshows van professionele zwarte vrouwelijke kunstenaars in New York.
McCannons interesse in zwarte kunst en de vrouwenbeweging kwam samen in haar creatie van dashiki's, wat vervolgens leidde tot het maken van quilts. Behalve quilts maakt zij ook schilderijen, sculpturen en andere vormen van textielkunst.